# Dezső Szabó (Leichtathlet)
Dezső Szabó (* 4. September 1967 in Budapest) ist ein ehemaliger ungarischer Leichtathlet. Der Mehrkämpfer gewann sowohl bei Europameisterschaften als auch bei Halleneuropameisterschaften eine Silbermedaille.

## Sportliche Karriere
Der 1,84 Meter große Dezső Szabó startete für Újpesti TE. Von 1987 bis 1991 gewann er fünf ungarische Meistertitel im Zehnkampf. 1987, 1990, 1992, 1996, 2000 und 2001 war er ungarischer Meister im Stabhochsprung. 1997, 1998 und 2000 erkämpfte er den Titel bei den ungarischen Hallenmeisterschaften im Siebenkampf. 1990, 1997, 1998, 2000 und 2002 siegte er im Stabhochsprung.
1988 übertraf Szabó in Budapest erstmals die Achttausend-Punkte-Marke im Zehnkampf. Bei den Olympischen Spielen in Seoul nahmen 39 Athleten am Zehnkampf teil und 34 hielten bis zum Ende durch. Szabó wurde 13. mit 8093 Punkten. 1989 belegte er mit 8031 Punkten den dritten Platz bei der Universiade in Duisburg. 1990 steigerte sich Szabó beim Mehrkampf-Meeting Götzis auf 8306 Punkte und wurde Zweiter hinter Christian Schenk aus der DDR. Bei den Europameisterschaften 1990 in Split beendeten 20 von 29 Zehnkämpfern den Wettbewerb. Dezső Szabó erreichte mit 8436 Punkten die höchste Punktzahl seiner Karriere und gewann die Silbermedaille mit 138 Punkten Rückstand auf den Franzosen Christian Plaziat und drei Punkten Vorsprung vor Christian Schenk. 1992 bei den Olympischen Spielen in Barcelona beendeten 28 von 36 Zehnkämpfern ihren Wettkampf. Szabó erreichte mit 8199 Punkten den vierten Platz, hatte aber über 100 Punkte Rückstand zum Drittplatzierten. In den nächsten Jahren schied Szabó beim Saisonhöhepunkt häufig vorzeitig aus, so bei den Weltmeisterschaften 1993 und den Olympischen Spielen 1996. 1994 belegte er mit 7995 Punkten den achten Platz bei den Europameisterschaften 1994 in Helsinki. 1995 siegte er mit 8051 Punkten bei der Universiade in Fukuoka. 1998 bei den Europameisterschaften 1998 in Budapest gelang ihm dann der zweitbeste Zehnkampf seiner Karriere. Mit 8392 Punkten belegte er den siebten Platz unter 20 Finishern.
Da Szabós beste Einzeldisziplin, der Stabhochsprung, auch zum Hallenmehrkampf gehörte, nahm Szabó mehrfach erfolgreich an internationalen Hallenmeisterschaften teil. Er wurde Fünfter bei den Hallenweltmeisterschaften 1993 und den Halleneuropameisterschaften 1996. Seine Bestleistung im Siebenkampf stellte er am 28. Februar und 1. März 1998 bei den Halleneuropameisterschaften 1998 in Valencia auf. Mit 6249 Punkten gewann er die Silbermedaille hinter dem Polen Sebastian Chmara.